# Asterostroma muscicola
Asterostroma muscicola är en svampart som först beskrevs av Berk. & M.A. Curtis, och fick sitt nu gällande namn av George Edward Massee 1889. Asterostroma muscicola ingår i släktet Asterostroma och familjen Lachnocladiaceae.   Inga underarter finns listade i Catalogue of Life.